# Aischgründer Bierstraße
Die Aischgründer Bierstraße ist eine Touristenstraße im mittelfränkischen Landkreis Neustadt an der Aisch-Bad Windsheim, die sich mit den Themenbereichen Bier und Bierbrauen befasst.

## Touristische Angebote
Die Aischgründer Bierstraße verläuft zwischen den Ortschaften Bad Windsheim im Westen und Uehlfeld im Osten entlang dem Fluss Aisch, nach dem sie benannt ist. Auf der Strecke liegen insgesamt acht kleine und mittelständische Handwerksbrauereien (die älteste davon besteht bereits seit 1639), zahlreiche Gasthäuser und kulturelle Sehenswürdigkeiten wie Museen und Kirchen. Ein Bier-Radweg, Brauereiführungen, Informationsmaterial zu Bier und Braukunst sowie das „Aischgründer Bierfest“ gehören zu den weiteren touristischen Angeboten der Aischgründer Bierstraße. Das Bierfest fand jedes Jahr am zweiten Wochenende im August statt und zwar im jährlichen Wechsel in Neustadt an der Aisch, Bad Windsheim und Uffenheim. Im Jahr 2020 musste das Bierfest wegen der Corona-Pandemie abgesagt werden, und seither gab es keinen Versuch mehr für eine Neuauflage. Im Rahmen von Bierseminaren kann der Titel „Dr. Bierologis causa“ erworben werden. Die „Arbeitsgemeinschaft Aischgründer Bierstraße“, die die thematische Zusammenarbeit der Brauereien koordiniert und die touristischen Angebote organisiert, hat ihren Sitz in Scheinfeld.
Pläne, die Aischgründer Bierstraße bis Höchstadt an der Aisch und damit bis in den ebenfalls brauereireichen Landkreis Erlangen-Höchstadt zu verlängern, konnten bislang nicht realisiert werden. Im September 2007 erhielt die Aischgründer Bierstraße die Auszeichnung „Goldene BierIdee“, die jährlich vom Bayerischen Brauerbund und vom Bayerischen Hotel- und Gaststättenverband verliehen wird.

### Orte mit Braustätten entlang der Aischgründer Bierstraße
- Burgbernheim-Buchheim
- Bad Windsheim (3)
- Münchsteinach
- Gutenstetten-Pahres
- Uehlfeld (2)

### Ehemalige Orte mit Braustätten entlang der Aischgründer Bierstraße
- Neustadt an der Aisch (Die Hausbrauerei Kohlenmühle ist aus der „Arbeitsgemeinschaft Aischgründer Bierstraße“ ausgetreten und wird deswegen dort nicht mehr aufgeführt.)
- Gutenstetten (Die Brauerei Windsheimer wurde Ende 2021 geschlossen.[3])

### Kulturelle Sehenswürdigkeiten entlang der Aischgründer Bierstraße
- in Bad Windsheim: 
  - Historische Altstadt
  - Fränkisches Freilandmuseum mit historischem Kommunbrauhaus, in dem wöchentlich Museumsbier gebraut wird
  - Kurpark
- bei Ipsheim: Burg Hoheneck
- in Sugenheim: Spielzeugmuseum im Alten Schloss
- bei Scheinfeld: Kloster Schwarzenberg, Schloss Schwarzenberg
- in Münchsteinach: Romanisches Münster
- in Dachsbach: Wasserschloss
- in Gutenstetten: 
  - Flügelaltar in der St. Johanniskirche
  - Keltenmuseum
- in Neustadt an der Aisch:
  - Evangelische Stadtkirche
  - Friedhofskirche aus der Zeit des Königshofs Riedfeld
  - Karpfenmuseum im Alten Schloss
- in Wilhelmsdorf: Zirkelmuseum

## Auszeichnungen
- 2006/7: „Goldene BierIdee“ des Bayerischen Brauerbundes und des Bayerischen Hotel- und Gaststättenverbandes für das Gesamtkonzept „Brauereidorf Rettenberg“ in Zusammenarbeit mit der Gemeinde und den beiden örtlichen Brauereien[4]